# 富山製菓専門学校
富山製菓専門学校（とやませいかせんもんがっこう）は、かつて富山県富山市総曲輪にあった学校法人新和学園グループの専門学校である。

## 概要
2010年4月に開校した厚生労働大臣指定製菓衛生師養成校。パティシエ、ブーランジェ（パン職人）、和菓子職人を養成する。

## 設置学科
- 製菓衛生師科（2年課程、男女共学）

## 所在地
- 富山県富山市総曲輪3-3-16

## 交通手段
- 富山地方鉄道（富山軌道線）「西町停留場」下車、徒歩3分
- JR富山駅から徒歩16分

## 姉妹校
- 福井製菓製パンスクール